# Saschiz
Saschiz (en allemand Keisd, Kaisd, Keißd, Kaißd, Hünenburg, Hujnerschburg, en hongrois Szászkézd vára) est une commune roumaine du județ de Mureș, dans la région historique de Transylvanie et dans la région de développement du Centre.

## Géographie
La commune de Saschiz est située dans le sud-est du județ, à la limite avec le județ de Brașov, sur le Plateau de Târnava, à 20 km au sud-est de Sighișoara et à 75 km au sud-est de Târgu Mureș, le chef-lieu du județ.
La municipalité est composée des trois villages suivants (population en 2002) :
- Cloașterf (197) ;
- Mihai Viteazu (319) ;
- Saschiz (1 532), siège de la municipalité.

## Histoire
La première mention écrite du village date de 1308 mais le lieu était habité bien avant.
Jusqu'à la fin du XIIIe siècle, Saschiz a été habité par des Sicules. Par la suite, les Saxons se sont installés et ont formé la majorité de la population. Au XIVe siècle, Saschiz rivalisait en importance avec Sighișoara et la localité a gardé une position notable jusqu'au XVIIIe siècle. Ainsi, en 1663, le prince Mihály Apafi Ier a convoqué une réunion de la Diète de Transylvanie dans la grande église de Saschiz. À cette époque, la localité comptait sept églises, d'où son surnom Siebenkirchen (Sept Églises).
La commune de Saszchiz a appartenu au royaume de Hongrie, puis à l'empire d'Autriche et à l'Empire austro-hongrois.
En 1876, lors de la réorganisation administrative de la Transylvanie, elle a été rattachée au comitat de Nagy-Küküllő dont le chef-lieu était Sighișoara.
La commune de Saschiz a rejoint la Roumanie en 1920, au traité de Trianon, lors de la désagrégation de l'Autriche-Hongrie. Après le deuxième arbitrage de Vienne, elle a été occupée par la Hongrie de 1940 à 1944. Elle est redevenue roumaine en 1945.

## Politique
Le Conseil Municipal de Saschiz compte 11 sièges de conseillers municipaux. À l'issue des élections municipales de juin 2008, Ovidiu Șoaita (PD-L) a été élu maire de la commune.
| Parti                                        | Nombre de conseillers |
| -------------------------------------------- | --------------------- |
| Parti démocrate-libéral (PD-L)               | 7                     |
| Parti social-démocrate (PSD)                 | 3                     |
| Forum démocratique des Allemands de Roumanie | 1                     |

## Religions
En 2002, la composition religieuse de la commune était la suivante :
- Chrétiens orthodoxes, 92,72 % ;
- Luthériens, 2,24 % ;
- Catholiques romains, 1,07 % ;
- Réformés, 0,97 %.

## Démographie
En 1910, la commune comptait 1 207 Roumains (42,88 %), 1 415 Allemands (50,27 %) et 79 Hongrois (2,81 %).
En 1930, on recensait 1 388 Roumains (49,22 %), 55 Hongrois (1,95 %), et 1 376 Allemands (48,79 %).
La communauté d'origine germanique qui comptait encore 1 019 personnes en 1977 n'en comptait plus que 238 en 1992 après la Révolution de 1989 et leur retour vers l'Allemagne.
En 2002, 1 790 Roumains (87,40 %) côtoient 50 Hongrois (2,44 %), 82 Allemands (4 %) et 172 Tsiganes (5,95 %). On comptait à cette date  ménages et  logements.
| 1850  | 1880  | 1900  | 1910  | 1930  | 1956  | 1977  | 1992  | 2002  |
| ----- | ----- | ----- | ----- | ----- | ----- | ----- | ----- | ----- |
| 2 771 | 2 961 | 3 201 | 2 815 | 2 820 | 3 127 | 2 731 | 2 133 | 2 048 |

| 2007  | - | - | - | - | - | - | - | - |
| ----- | - | - | - | - | - | - | - | - |
| 2 080 | - | - | - | - | - | - | - | - |

## Économie
L'économie de la commune repose sur l'agriculture, l'élevage et l'exploitation des forêts.

## Communications

### Routes
Saschiz se trouve sur la route nationale DN13 (Route européenne 60) qui relie Târgu Mureș et Sighișoara avec Brașov et Bucarest.

## Lieux et monuments
À Saschiz :
- L'Église fortifiée

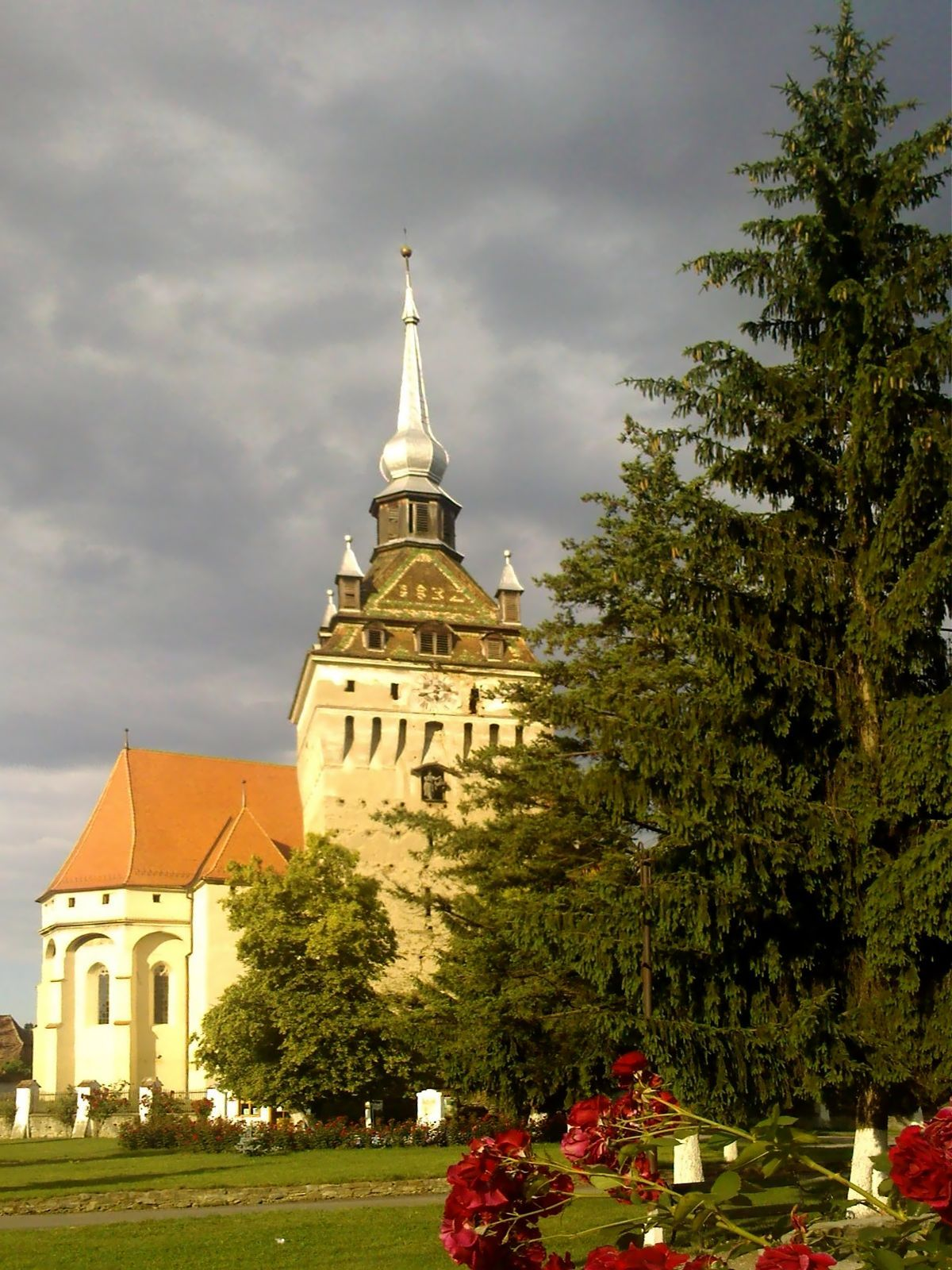
L'Église fortifiée de Saschiz

L'Église fortifiée de Saschiz, construite sur les vestiges d'une basilique de style roman et dédiée à Étienne Ier de Hongrie, a été bâtie en style gothique de 1493 à 1496. Elle a été terminée vers 1525. Toutefois, l'église et sa tour ont reçu leur forme actuelle en 1677. La tour, couverte d'un beau toit polychrome, a beaucoup souffert à cause du tremblement de terre de 1986. L'église fortifiée de Saschis a été inscrite en 1993 sur la liste du Patrimoine mondial de l'humanité par l'UNESCO,.
- La citadelle

La citadelle a été construite du XIVe siècle au XVe siècle sur une colline surmontant le village. Ses murs atteignent 9 mètres de hauteur et elle est renforcée par six bastions. À l'intérieur se trouvait un puits profond de 60 mètres.
À Cloașterf :
- L'église fortifiée datant de 1521.

## Galerie

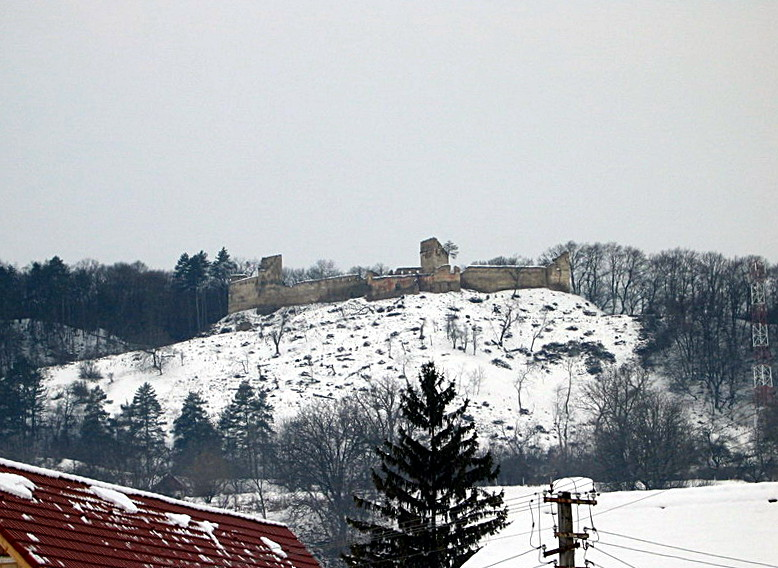
Saschiz (La citadelle)
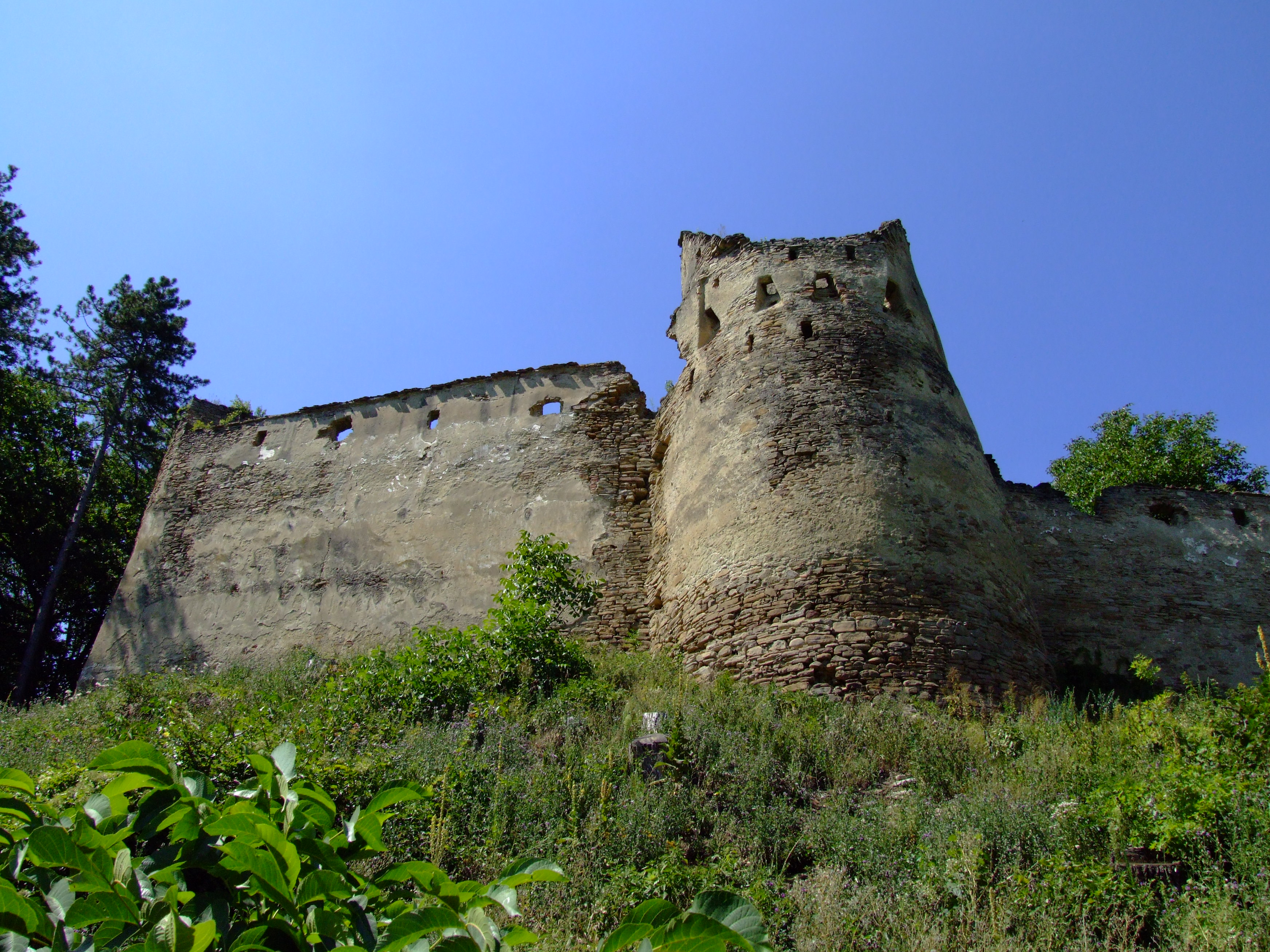
Saschiz (Mur d'enceinte et tour)
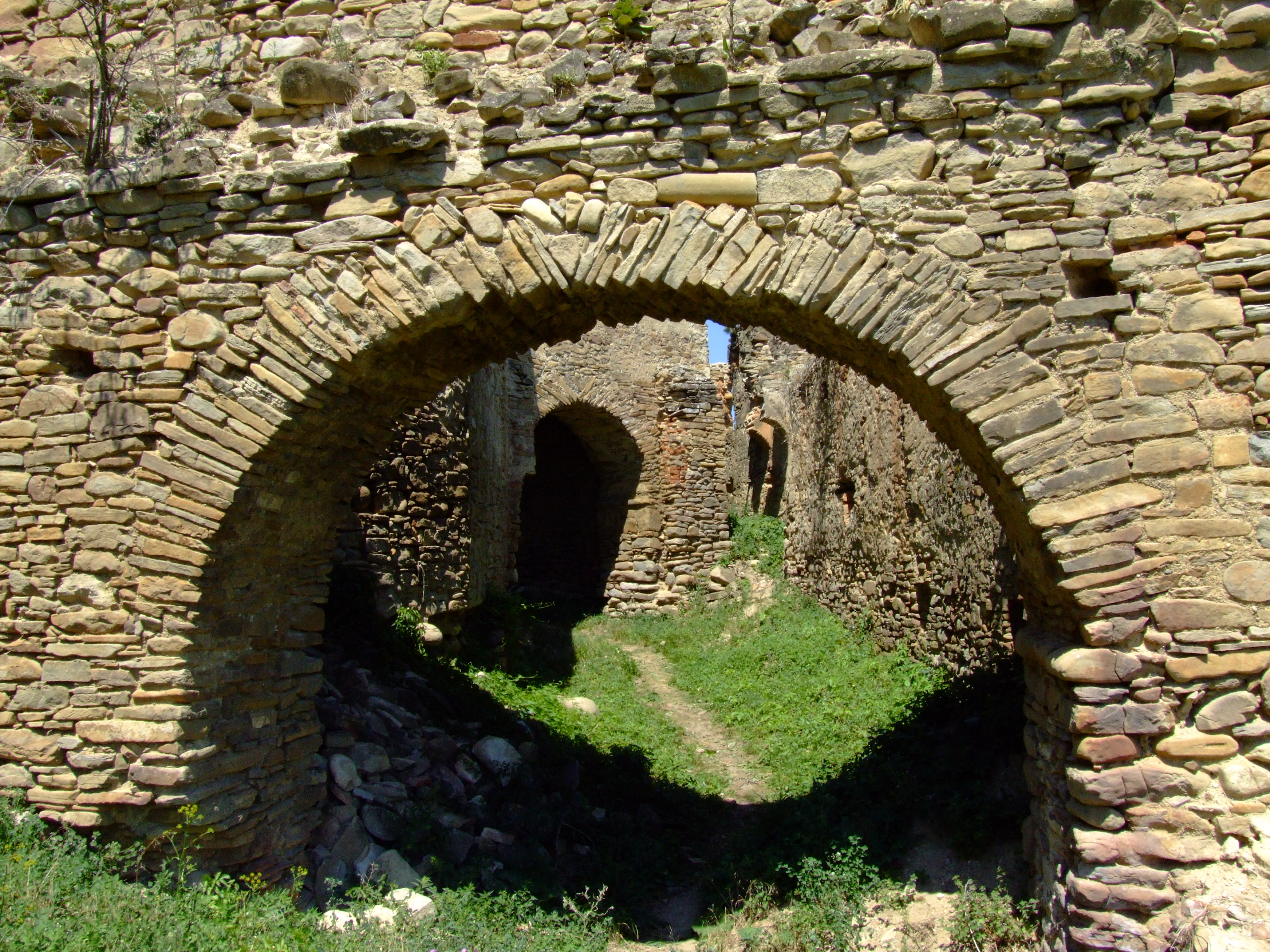
Saschiz (L'entrée dans la citadelle)
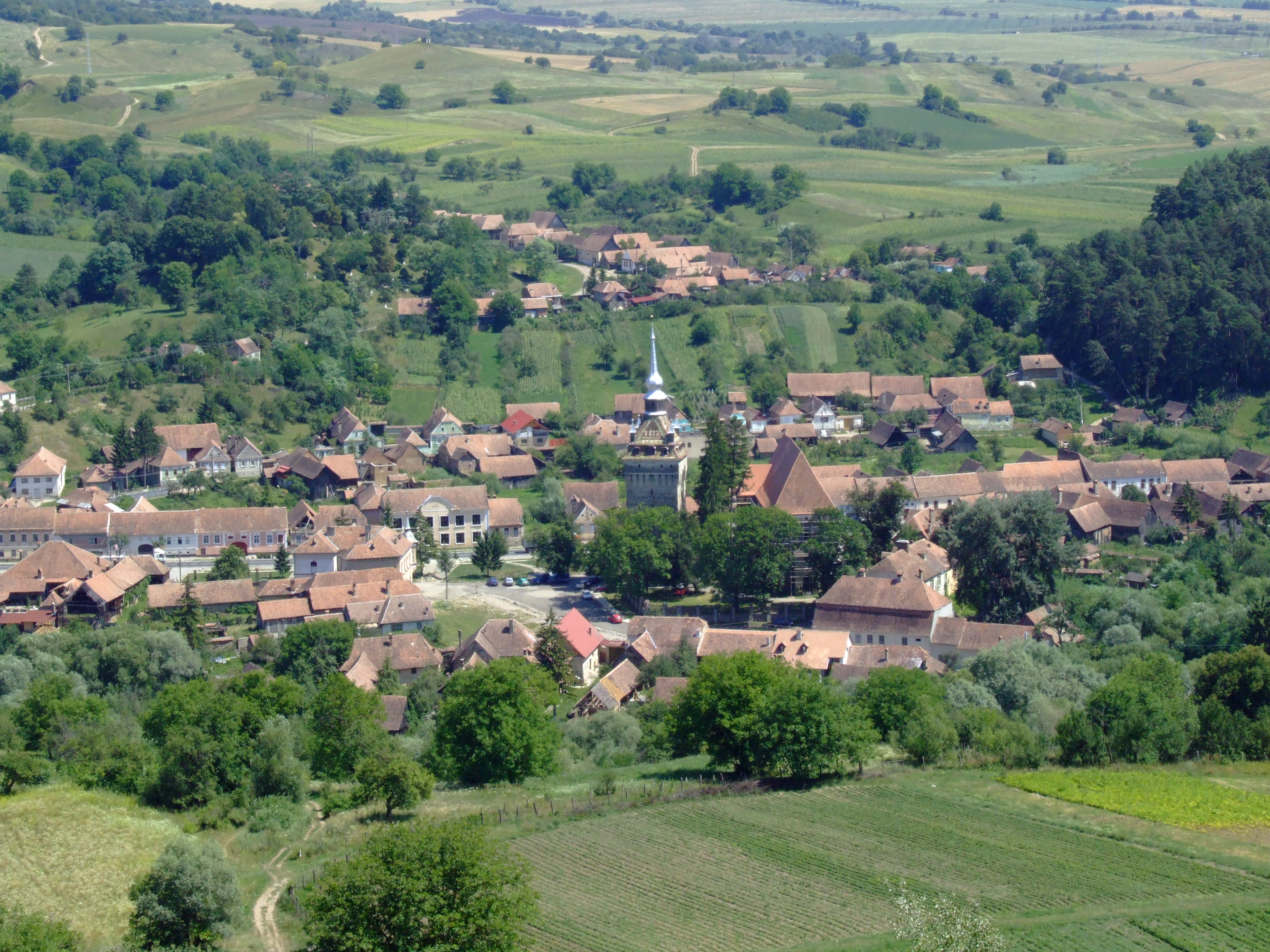
Saschiz (vue panoramique de la localité depuis la citadelle)
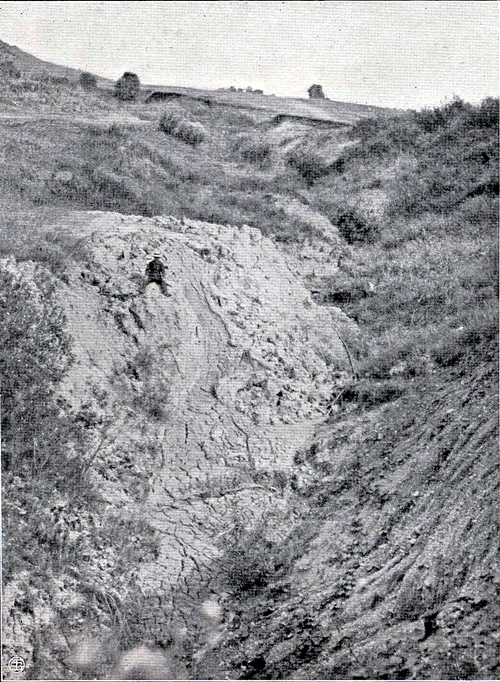
Volcan de boue